# Essen (Adelsgeschlecht, Wittmund)

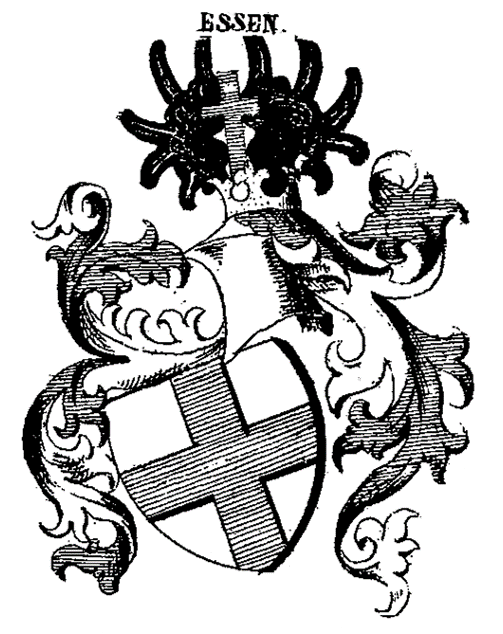
Wappen derer von Essen aus Wittmund bei Johann Siebmacher

Essen (zuvor auch Essenius) ist der Name eines niedersächsischen Adelsgeschlechts.
Die hier behandelte Familie ist zu unterscheiden von mehreren anderen wappenverschiedenen, nichtverwandten Adelsgeschlechtern von Essen.

## Geschichte
Das hier behandelte Geschlecht stammt ursprünglich aus Wittmund. Am 30. Dezember 1767 wurde dem kursächsischen Legationsrat August Franz Essenius (* 7. Oktober 1724 in Gommern bei Magdeburg; † 21. Oktober 1792 in Warschau) in Wien von Kaiser Joseph II. seine adelige Herkunft und sein bisher geführtes Wappen bestätigt. Gleichzeitig wurde der Familienname in „von Essen“ geändert. Als sächsischer Diplomat war er u. a. in Warschau tätig.
1831 kam die Familie in die Freie Stadt Frankfurt.

## Persönlichkeiten
- August Franz Essenius († 1758), königlich-polnischer und kurfürstlich-sächsischer Oberamtmann
- Gebhard Johann Essenius (1688–1762), evangelischer Theologe; Bruder von August Franz Essenius
- August Franz Essenius, später August Franz von Essen, (1724–1792), kursächsischer Legationsrat und Resident am polnischen Hof

## Wappen
Blasonierung des Wappens von 1767: In Silber ein blaues Kreuz. Auf dem Helm zwischen einem offenen schwarzen Flug ein blaues Passionskreuz. Die Helmdecken sind blau-silbern.